# Палитоксин
Палитоксин — токсин небелковой природы, продуцируемый некоторыми представителями морских беспозвоночных. Является одним из самых токсичных веществ, обнаруженных в живой природе, и, одновременно, одним из самых сложных по структуре веществ природного происхождения.

## Нахождение в природе
Содержится в шестилучевых кораллах зоантариях (Palythoa toxica, P. tuberculosa, P. caribacorum и др.); возможно, что палитоксин продуцируется не самими зоонтариями, а микроводорослями-динофлагеллятами рода Ostreopsis, находящимся в симбиозе с ними (есть предположение, что и сами динофлагелляты не являются первоисточником токсина, а первично его вырабатывают живущие в них бактерии). Часть морских обитателей (некоторые виды рыб и крабов), обитающие в сообществах с зоонтариями либо питающихся ими, могут накапливать в себе палитоксин (с употреблением в пищу таких вторичных биоаккумуляторов и связано большинство случае отравления людей этим токсином).  Аборигены острова Таити и Гавайских островов издавна использовали зоантарии для приготовления отравленного оружия.

## История открытия и изучения

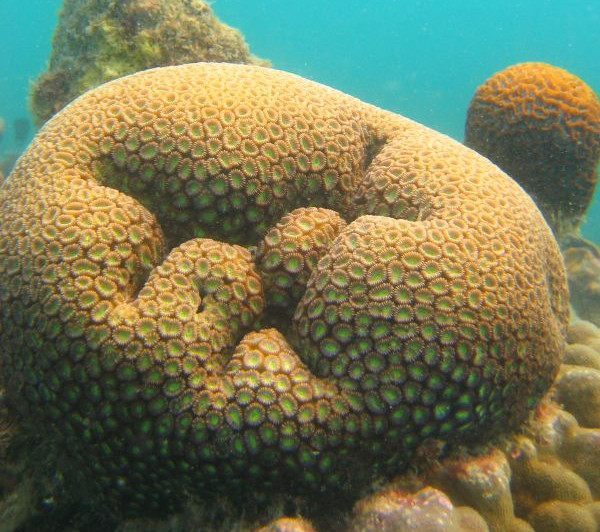
Колония Palythoa

Впервые был выделен Р. Муром и Паулем Шойером в 1971 г. из Palythoa toxica. Полностью расшифровать его структуру и установить стереохимическое строение удалось только к 1982 г., что явилось выдающимся событием в биоорганической химии. 
Необычность и сложность структуры (в т.ч. наличие в молекулах множества хиральных центров) таких соединений как майтотоксин, палитоксин и др. делают установление их строения само по себе очень сложной задачей и требуют привлечения усилий как наиболее компетентных учёных, так и использования самых передовых методов химического и физико-химического анализа (в т.ч. таких, которые ранее просто не существовали). К примеру установление строения и  пространственной структуры палитоксина на протяжении многих лет осуществляли 3 группы ведущих мировых учёных (из Гавайского и Гарвардского университетов, а также коллаборации нескольких ведущих японских университетов). Для достижения успеха им пришлось не только использовать самые современные методы аналитической химии (двумерную спектроскопию ЯМР, масс-спектрометрию), но и разработать и применить нестандартные методы химической аналитики (в частности, молекула палитоксина предварительно подвергалась химическим модификациям и селективной частичной окислительной деградации на различные фрагменты, которые затем исследовались отдельно). Особую сложность представляет установление стереохимии (пространственного строения) подобных соединений. Ни сам палитоксин, ни его разнообразные химически модифицированные производные до сих пор не удалось получить в кристаллическом виде с целью применения для установления их строения рентгеноструктурного анализа. Даже само по себе получение достаточных количеств таких веществ является непростой задачей. Единственный доступный источник получения - выделение из живых организмов, которые осуществляют биосинтез либо биоаккумулируют их в себе (причём, как правило, содержание их очень невелико). К примеру, для получения в чистом виде майтотоксина пришлось на протяжении года культивировать динофлагеллят вида Gambierdiscus toxicus для получения около 4000 литров культуры (с концентрацией клеток 2*106/л), а затем применить многостадийный процесс выделения, концентрирования и очистки этого соединения. В итоге удалось получить порядка 5 мг(!) химически чистого майтотоксина. 
Соединение столь сложной и необычной структуры сразу же привлекло к себе внимание химиков-синтетиков в попытках осуществить его полный химический синтез. В 1989 г. группа учёных, возглавляемая Йошито Киши, осуществила частичный синтез палитоксина. В 1994 г. коллектив исследователей под руководством Йошито Киши выполнил полный синтез этого соединения.
В настоящее время выделено несколько токсинов, сходных с палитоксином по структуре (остреоцин D, маскаренотоксин и др.).

## Физико-химические свойства
Представляет собой белое аморфное вещество; ограниченно растворимо в диметилсульфоксиде, пиридине и воде, плохо — в спиртах; не растворимо в ацетоне, диэтиловом эфире и хлороформе; разлагается при ~ 300 °C; теряет активность в сильнокислых и щелочных средах. Сохраняет свою активность в кипящей воде.
Молекула палитоксина представляет собой уникальную цепочечную структуру, построенную из ди-, три и тетрагидрокситетрагидропирановых и фурановых циклов, соединённых в единую структуру насыщенными и ненасыщенными цепями полиолов. На N-конце молекулы палитоксина находится первичная аминогруппа, а С-конец ацилирован остатком бета-аминоакриламинопропанола. В молекуле содержится 8 двойных связей, 42 гидроксильные группы, 64 хиральных центра и в ней можно выделить гидрофобные и гидрофильные части. Вследствие наличия множества хиральных центров и двойных связей (для которых возможна цис-транс-изомерия) для палитоксина теоретически возможны 1021 стереоизомеров.   

## Токсичность
Высокотоксичен для теплокровных:
- морские свинки, крысы, обезьяны — ЛД50 (0,8-1,1)⋅10−4 мг/кг, внутривенно
- кролики — ЛД50 0,2⋅10−4 мг/кг, внутривенно
- человек — ЛД50 (0,1-0,2)⋅10−4 мг/кг, внутривенно

Является одним из самых сильных ядов небелковой природы. (Еще более ядовиты майтотоксин и сигуатоксин, выделенные из одноклеточных жгутиковых (динофлагелляты), которые найдены в некоторых видах планктона.)
Обладает выраженным кардиотоксическим действием. Гибель наблюдается через 5-30 минут в результате сужения коронарных сосудов, аритмии и остановки дыхания, а также массивного гемолиза. Механизм токсического действия обусловлен его прочным связыванием с Na,K-АТФ-азами клеток нервной ткани, сердца и эритроцитов (точнее физиологически действие палитоксина, в первую очередь, проявляется вследствие поражения Na,K-АТФ-аз сердца, эритроцитов и нервной ткани, в то время как эффекты нарушения работы этих ферментов в других органах и тканях просто не успевают проявиться до наступления летального исхода) . Конкретный молекулярный механизм действия палитоксина связан с переводом Na,K-АТФ-аз в т.н. "открытую конформацию", в результате чего фермент превращается в открытый ионный канал для ионов Na и K. Это приводит к резкому нарушению естественного ионного градиента и гибели клеток. Подобный механизм действия обуславливает чувствительность к этому токсину только животных клеток (дрожжи, в частности, нечувствительны к нему).
Антидота против палитоксина не существует. Некоторые вазодилататоры (папаверин, изосорбид динитрат) могут рассматриваться как потенциальные антидоты (эксперименты на животных показали эффективность их действия, но только в случае немедленного введения прямо в сердце).
Большинство случаев отравления связаны с употреблением в пищу морских организмов, содержавших палитоксин. Также известны случаи отравления аквариумистов (кораллы-зоонтарии пользуются популярностью для содержания в аквариумной культуре вследствие своей яркой и разнообразной окраски, в то время как большинство людей не подозревает об опасности, которую они могут представлять при неосторожном обращении)

.